# Faces of Death II
Faces of Death II es una película de terror mondo estrenada en 1981, siendo la secuela de Faces of Death.
John Alan Schwartz se acredita con el nombre de "Alan Negro " y "Conan el Cilaire " para la producción. El Dr. Francis B. Bruto (interpretado por Michael Carr) es el narrador.

## Secuelas
- Faces of Death III (1985)

- The Worst of Faces of Death (1987)

- Faces of Death IV (1990)

- Faces of Death V (1995)

- Faces of Death VI (1996)

- Faces of Death: Fact or Fiction? (1999)
  - Mockumentary